# La Favorite
La Favorite és un grand opéra en quatre actes amb música de Gaetano Donizetti i llibret d'Alphonse Royer i Gustave Vaëz, basat en la peça teatral Le comte de Comminges (1764) de Baculard d'Arnaud. Va ser estrenada el 2 de desembre de 1840 al Théâtre de l'Académie Royale de Musique de París.

## Origen i context
Va ser composta per al públic parisenc a l'estil de la Grand Opéra francesa (llarga durada, ballet, etc.). En francès s'anomena La Favorite. L'any 1842 Donizetti va realitzar-ne una versió per al públic italià, que va ser estrenada a Pàdua amb el títol de Leonora di Guzman i a La Scala de Milà amb el d'Elda (1843). La versió italiana va patir notables canvis a causa de la censura. Actualment la versió italiana és més coneguda que la francesa, i es representa amb el títol de La favorita. No obstant això, per a la crítica, qualsevol de les versions italianes impreses és inferior a la partitura i llibret originals en patir l'omissió de frases, les distorsions del ritme i les frases i la desnaturalització del llibret deguda a la traducció, que traeixen les intencions originals dels autors.
Aquesta òpera va introduir dos canvis notables a la tradició italiana: el paper principal masculí correspon al tenor i el paper de Leonora no va ser confiat a una soprano sinó per a una mezzosoprano. Donizetti va escriure el paper protagonista femení per a la cantant Rosine Stoltz, que llavors era la cantant preferida l'òpera de París.
La història de l'òpera transcorre a Espanya, l'any de 1340, quan Castella i Portugal es van unir per a lluitar contra els musulmans en la batalla del Salado. Un dels personatges és el mateix rei de Castella, Alfons XI.
Ketty Lapeyrette, juntament amb Albers, LaSalle i Malvini van fer una de les primeres gravacions d'òpera completa amb La Favorita. L'enregistrament és molt estrany, amb cinc centímetres de diàmetre i comença a tocar des del centre.

## Gènesi
La història de la composició de La Favorite va ser molt complexa. Donizetti hi va emprar material de fins a quatre obres anteriors. Durant els assajos va afegir-hi la cèlebre ària del tenor Spirito gentil, procedent de la seua òpera inacabada Le Duc d'Albe de 1839.
Hector Berlioz va deixar escrita una crítica arran de l'estrena, on constatava que tot i ser destinada al públic francès, Donizetti no havia variat gens el seu estil melòdic, l'ensamblat de les peces i el tractament de les masses vocals i instrumentals. Apreciava també, com en altres de les obres de l'italià, una certa precipitació en l'acabat, que considerava bastant comuna en els compositors d'òpera italians del romanticisme, els quals es veien forçats a produir i estrenar sense treva (el mateix Donizetti va compondre trenta òperes en vuit anys)

## Sinopsi
L'acció té lloc a les primeries del segle xiv, als dominis de Castella. Tracta d'un triangle amorós que involucra el rei Alfons XI, la seua amant (la favorita) Elionor de Guzmán (Leonor), i el seu amant, Fernando, amb el rerefons de la guerra contra els musulmans i les lluites pel poder entre Església i Estat.

### Acte I

#### Escena 1
Lloc: Santiago de Compostel·la
Al monestir de Santiago de Compostel·la els monjos fan la seua pregària. El superior Baltasar, pare de la reina de Castella entra amb un monjo, Fernando. Baltasar sap que Fernando està preocupat per alguna cosa. Aquest li confessa que està enamorat d'una bella, i fins ara inconeguda, dama. La seua fe en Déu és ferma, però desitja abandonar el monestir per a anar a la cerca de la seua estimada. Baltasar, no sense mostrar el seu desgrat, deixa anar Fernando, però abans l'avisa dels perills del món exterior. Després prediu que un dia Fernando tornarà al monestir, potser decebut, però segurament més savi.

#### Escena 2
Lloc: Illa de León
Fernando ha trobat la seua dama, Leonor, li ha declarat el seu amor i ha estat correspont, però encara no ha pogut esbrinar la identitat de la seua estimada. Ella ha arranjat un encontre amb ell a l'illa de León, prop de Cadis, a la qual és portat amb els ulls embenats. És rebut per Inés, la companya de Leonor, qui li insisteix en la necessitat de mantenir el secret. Apareix Leonor i li diu que ells mai no podran casar-se i que el millor serà no tornar a veure's mai més. No obstant li lliura un document que podrà ajudar-lo en un futur. Poc després s'anuncia l'arribada del rei, i Leonor surt. Fernando es queda pensant en la possibilitat que la seua dama siga d'elevada posició. Llegeix el document que li ha deixat Leonor: un càrrec en l'exèrcit - una oportunitat per prosperar.

### Acte II
Lloc: Sevilla
Alfonso ha vençut els moros i ha arribat a l'Alcàsser de Sevilla. En una conversa amb el cortesà Don Gaspar, el rei manifesta la seua alegria per la valentia de Fernando. Una vegada sol, el rei expressa el seu amor per Leonor i el seu desig de repudiar la reina i casar-se amb la seua amant. S'adona que això provocaria l'oposició del seu poderós sogre, Baltasar, que darrerament compta amb el suport del papa. Apareix Leonora i comunica al rei el seu disgust per romandre només la seua amant, i no poder esdevenir reina. El rei sospita que està perdent l'amor de Leonor. Apareix Don Gaspar amb una carta que revela que Leonor té un amant. Ella no ho nega, però en aquest moment apareix Baltasar en un intent de forçar el rei a abandonar els seus plans de divorci.

### Acte III
Lloc: Sevilla

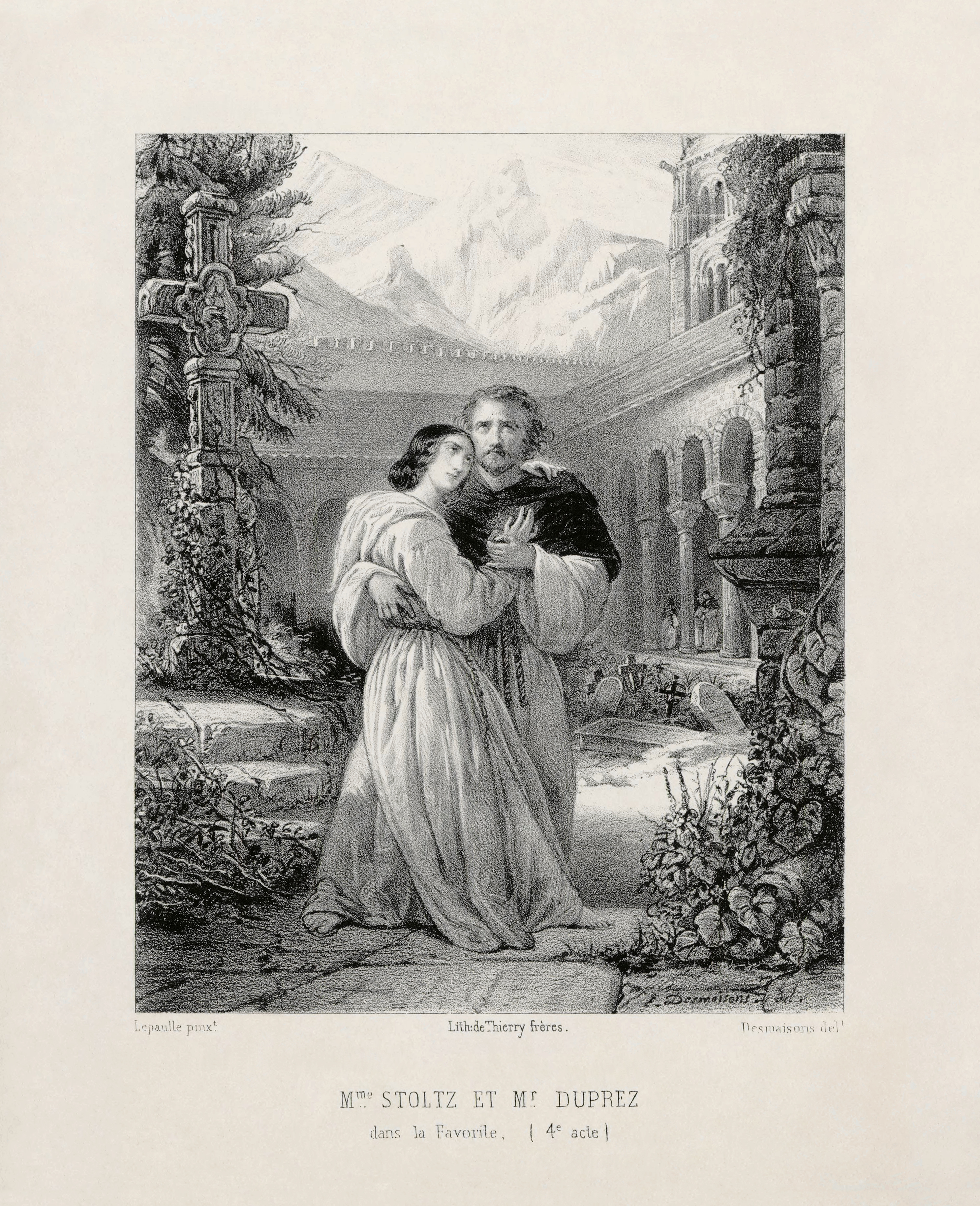
Gilbert Duprez (Fernando) i Rosine Stoltz (Leonor) en el quart acte

Alfonso vol premiar Fernando pel seu paper en la guerra. Li pregunta què és el que més desitja i Fernando respon que no res li agradaria més que poder casar-se amb la dona a qui estima, i que li ha inspirat el seu heroisme. Alfonso li pregunta qui és la dama, i Fernando dona el nom de Leonor. El rei, estupefacte en assabentar-se que el valent Fernando és el seu reeixit rival, canvia immediatament d'opinió i ordena que Fernando i Leonor hauran de casar-se en una hora. Leonora rep la notícia amb una barreja de sentiments, entre l'aprensió i l'alegria. Decideix confessar a Fernando el seu passat i envia Inés a parlar amb ell. Però Inés és arrestada abans que puga parlar-li. Fernando només s'assabenta del passat de Leonor després de la cerimònia nupcial. Considerant-se deshonorat pel rei, trenca la seua espasa, abandona Leonor i es confia a Baltasar.

### Acte IV
Lloc: Santiago de Compostel·la
La filla de Baltasar, la reina, ha mort de gelosia i dolor, i les seues despulles han estat traslladades al monestir de Santiago, on es fan pregàries per la seua ànima. Fernando s'hi troba preparant-se per prendre els hàbits. Apareix Leonor en estat d'esgotament, i cau davant la creu. Inicialment Fernando la rebutja, però després, corprès per l'amor i sinceritat de Leonor es mostra disposat a unir-s'hi novament. Però és massa tard, Leonor torna a defallir i finalment mor en braços de Fernando.